# Кисенко, Иван Григорьевич
Иван Григорьевич Кисенко (укр. Іван Григорович Кісенко; 17 ноября 1905 года, Покровское — 26 марта 1988 года, Покровское) — председатель Ордена Трудового Красного Знамени колхоза «Победа» Покровского района Днепропетровской области, Украинская ССР. Герой Социалистического Труда (1971).

## Биография
Родился 17 ноября 1905 года в крестьянской семье в селе Покровское. Окончил четыре класса церковно-приходской школы. Трудовую деятельность начал с тринадцатилетнего возраста в хозяйстве своих родителей, потом во время коллективизации вступил в артель «Новая жизнь». Работал рядовым колхозником, огородником, бригадиром полеводческой бригады. В 1936 году был избран председателем колхоза «Третий кавполк», которым руководил до начала Великой Отечественной войны. В 1941 году колхоз был эвакуирован.
Несколько месяцев после начала войны возглавлял колхоз в окрестностях Сталинграда, потом был призван на фронт. Воевал в составе 106-го батальона связи 41-й стрелковой дивизии 69-й армии, которая участвовала в боях на Орловско-Курской дуге. Служил рядовым, затем парторгом роты и батальона связи, командиром взвода. Дивизия освобождала Орел, Харьков, Гомель, Варшаву. На реке Одер получил ранение, после лечения снова вернулся в свою воинскую часть. Дошёл до Берлина, расписался на рейхстаге.
В октябре 1945 года демобилизовался и возвратился в родное село, где стал восстанавливать разрушенное хозяйство. Руководил колхозом «Третий кавполк», который в 1952 году после укрупнения был переименован в колхоз «Победа». Возглавлял этот колхоз в течение 34 лет. Строил социальные объекты на селе. Во время его руководства увеличилось поголовье скота. Был инициатором строительства оросительной системы. Основал яблоневый сад на 137 гектарах. Колхоз «Победа» неоднократно становился победителем Всесоюзного социалистического соревнования и стал республиканской школой передового опыта. В 1971 году колхоз был награждён Орденом Трудового Красного Знамени.
В 1971 году был удостоен звания Героя Социалистического труда.
В 1976 году вышел на пенсию. Проживал в селе Покровское, где скончался в 1988 году. Похоронен на Центральном кладбище посёлка Покровское. На его могиле установлен памятник авторства Народного скульптора Украины Владимира Небоженко.

## Награды
- Герой Социалистического Труда — указом Президиума Верховного Совета СССР от 8 апреля 1971 года
- Орден Ленина — дважды
- Орден Трудового Красного Знамени
- Орден «Знак Почёта»
- Орден Октябрьской Революции
- Орден Красной Звезды
- Орден Отечественной войны I степени
- Орден Отечественной войны II степени
- Заслуженный работник сельского хозяйства Украинской ССР
- Почётный гражданин Покровского